# Magnetto Wheels
Magnetto Wheels este o companie producătoare de componente auto din Italia.
Grupul Magnetto include companiile Fergat SpA - producătoare de jante auto, Gianetti Ruote și Magnetto Topy Wheels - producătoare de caroserii și părți de caroserii pentru autovehicule.

## Magnetto Wheels în România
Firma italiană Fergat SpA, aparținând grupului Magnetto Wheels, a cumpărat 50,87% din acțiunile societății Roți Auto Drăgășani în anul 2000.
Valoarea tranzacției, reprezentând prețul pentru pachetul de acțiuni și investițiile, s-a ridicat la 8,6 milioane euro.
Cifra de afaceri în 2006: 90 milioane lei (25 milioane euro)